# ألان إف. هورن
ألان إف. هورن (بالإنجليزية: Alan F. Horn) هو مسير أعمال أمريكي، ولد في 28 فبراير 1943 في نيويورك في الولايات المتحدة.

## وصلات خارجية
- ألان إف. هورن على موقع IMDb (الإنجليزية)
- ألان إف. هورن على موقع أول موفي (الإنجليزية)
- ألان إف. هورن على موقع كينوبويسك (الروسية)
- ألان إف. هورن على موقع كينوبويسك (الروسية)